# Militärkrankenhaus Königin Astrid
Das Militärkrankenhaus Königin Astrid (MHKA; französisch Hôpital militaire Reine Astrid; niederländisch Militair Hospitaal Koningin Astrid) ist das 1974 gegründete Krankenhaus der belgischen Streitkräfte. Es befindet sich an der Rue Bruyn/Bruynstraat im Viertel Königin Astrid in Neder-Over-Heembeek (Region Brüssel-Hauptstadt) im Nordwesten nahe dem Autobahnring.
Das Militärkrankenhaus Königin Astrid ist ein großes und geräumiges Krankenhaus, das speziell für militärische Katastrophen und Notlagen ausgelegt ist. Sehr breite Gänge bieten Platz für viele Verwundete und Tragen. Die Untersuchungs- und Behandlungsräume sind ebenfalls groß. Im Alltag ist die Einrichtung ein normales Krankenhaus.

## Geschichte
Im Jahr 1991 war das MHKA das erste belgische Krankenhaus mit einer Mehrplatz-Druckkammer für hyperbare Oxygenierung. Seit November 1996 befindet sich ein Antidotzentrum im MHKA. Am 17. Juni 2009 wurde ein neues Brandwundenzentrum eröffnet. Es gehört mit einer Fläche von ca. 10.000 m² zu den größten und modernsten Brandwundenzentren in Europa.
Bei den Terroranschlägen in Brüssel am 22. März 2016 diente die große Eingangshalle als Erstversorgungsplatz für die Schwerverletzten, die am Flughafen Brüssel-Zaventem geborgen wurden, im Militärkrankenhaus erstversorgt und von dort auf die umliegenden Krankenhäuser weiterverlegt oder vor Ort im Brandverletztenzentrum behandelt wurden.

## Kernfunktionen
Das MHKA hat drei Kernfunktionen:
- Die Unterstützung belgischer Militäroperationen durch spezialisiertes Personal und medizinischer Ausrüstung.
- Die medizinische Bewertung der Tauglichkeit der Mitarbeiter der Verteidigungskräfte.
- Das Anbieten von Hilfe für die Zivilbevölkerung.

Im MHKA ist auch das belgische Radiologiemuseum untergebracht.